# 2758 Корделија
2758 Корделија (енгл. 2758 Cordelia) је астероид главног астероидног појаса чија средња удаљеност од Сунца износи 2,549 астрономских јединица (АЈ).
Апсолутна магнитуда астероида је 13,7.